# Andrew Weatherall

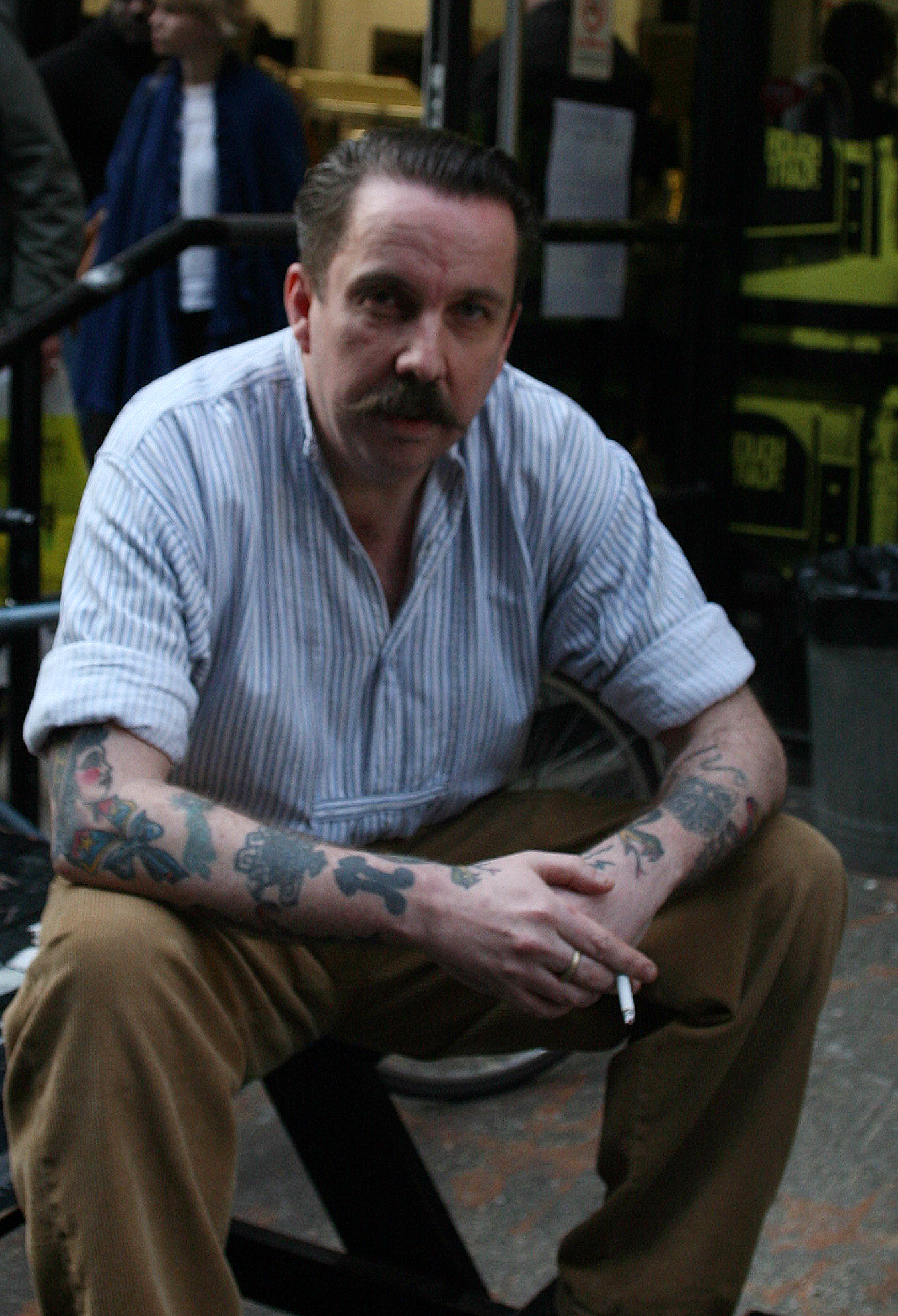
Andrew Weatherall (2009)

Andrew Weatherall (* 6. April 1963 in Windsor, England; † 17. Februar 2020 in London, England) war ein britischer Musiker, Musikproduzent und DJ.
Neben Veröffentlichungen unter seinem bürgerlichen Namen war er insbesondere für seine Arbeit in den Projekten The Sabres of Paradise und Two Lone Swordsmen bekannt.

## Leben und Werk
Während seiner Teenagerjahre begann er Funk & Soul Weekenders und Disco-Partys zu besuchen. Nachdem er das Gymnasium verlassen hatte, zog er im Alter von 18 Jahren von zu Hause aus und arbeitete in einigen unterschiedlichen Jobs, unter anderem auf Baustellen, als Zimmermann und Möbelpacker.
Andrew Weatherall begann seine Karriere als Musikjournalist, als er in den späten 80er Jahren ein Fanzine namens Boys Own gründete. Durch seine Tätigkeit als DJ erhielt er erste Remix-Aufträge, unter anderem für New Order (World in Motion) und die Happy Mondays (Hallelujah, zusammen mit Paul Oakenfold).
Die Band Primal Scream suchte ihn als Produzenten für ihr 1991er Album Screamadelica aus. Durch den Erfolg des Albums konnte Weatherall seinen Ruf als Produzent moderner Tanzmusik festigen. Mit der Band Psychic TV produzierte er 1995 das Album Sirens.
Andrew Weatherall selbst war auch im Bereich des Grafikdesigns tätig, so war er für die optische Gestaltung der Sabres of Paradise EP Versus mitverantwortlich, die Remixe von Depth Charge, Chemical Brothers, Nightmares on Wax und LFO enthielt.
Im Lauf seiner Karriere hat Andrew Weatherall unter anderem Remixe für Künstler wie Björk, New Order, Saint Etienne, The Orb, In the Nursery oder Stereo MCs angefertigt.
Weatherall starb am 17. Februar 2020 im Alter von 56 Jahren an den Folgen einer Lungenembolie.

## The Sabres of Paradise
1993 gründete er mit den Produzenten Jagz Kooner und Gary Burns das Projekt The Sabres of Paradise. In dieser Zeit erschienen diverse Platten und EPs. Erfolgreich in den englischen Charts war die Band sowohl mit ihrem Longplayer Sabresonic als auch mit diversen Singles, insbesondere den Tracks Wilmot, Tow Truck und Smokebelch II. Von letzterem erschien auch ein Remix des Produzenten David Holmes.
Die Veröffentlichungen der Band wurden vom Indielabel Warp Records vertrieben.
Gleichzeitig verstanden sie sich auch als Musikverleger und veröffentlichten auf dem gleichnamigen Label (Distributor FFRR Records) ihre eigenen Werke sowie Veröffentlichungen von Blue, Technova, Slack, Musical Science, Jack of Swords, Conemelt oder Waxworth Industries. Erfolgreichste Künstler waren Secret Knowledge, deren Track Sugar Daddy unter anderem von Paul van Dyk geremixt wurde und beim Berliner Trance-Label MFS als Lizenz erschien.
In den Sabressonicstudio wurden auch die Veröffentlichungen der Gruppe The Aloof (Ricky Barrow, Gary Burns, Jagz Kooner, Richard Thair, Dean Thatcher) produziert. Die Stilrichtung ihrer Musik bewegte sich zwischen Techno, Trance und Dub-Techno.
Die Sabres of Paradise lösten sich im Jahr 1996 auf.

## Two Lone Swordsmen
Zusammen mit Keith Tenniswood gründete Weatherall 1996 das Musikprojekt Two Lone Swordsmen. Tenniswood veröffentlichte bereits unter den Pseudonymen Bargecharge und Radioactive Man auf dem Label Fuel und arbeitete unter anderem mit David Holmes und der Band Red Snapper zusammen.
Das erste Album erschien im Jahre 1996 unter dem Namen The Fifth Mission auf dem eigenen Label Emissions.
Als Nachfolger zum Album Tiny Reminders aus dem Jahre 2001 erschien ein weiteres Album mit dem Namen Further Reminders, welches Remixe von Künstlern wie Lali Puna, Calexico oder Ricardo Villalobos beinhaltete. 2004 erschien das Album Peppered With Spastic Magic, das eine Sammlung von Remix-Arbeiten für Künstler Lali Puna, Alter Ego, Stereo MCs oder Luke Slater enthält.

## Diskografie (Auswahl)

### Als Andrew Weatherall

#### Mix-Kompilationen
- 2001: Hypercity – Compiled & Mixed by Andrew Weatherall (Forcetracks)
- 2004: Fabric 19 (Fabric London)

#### Alben
- 2009: A Pox on the Pioneers (Rotters Golf Club (Rough Trade))
- 2016: Convenanza (Rotters Golf Club)

### Als Sabres of Paradise

#### Alben
- 1993: Sabresonic (Warp Records)
- 1994: Haunted Dancehall (Warp Records)
- 1994: Jam J (James vs Sabres of Paradise) (Fontana Records)
- 1995: Sabresonic II (Warp Records)
- 1995: Versus (Warp Records)

#### Singles und EPs
- 1993: Smokebelch II (Warp Records)
- 1993: Smokebelch II Remixes (Warp Records) – (Beatless Mix)
- 1993: United (Sabres of Paradise Records)
- 1994: Theme (Sabres of Paradise Records)
- 1994: Theme Remixes (Sabres of Paradise Records)
- 1994: Wilmot (Warp Records)
- 1994: Wilmot II (Warp Records)

### Als Two Lone Swordsmen

#### Alben
- 1996: The Fifth Mission (Return to Flightpath Estate) (Emissions Audio Output)
- 1996: Swimming Not Skimming (Emissions Audio Output)
- 1997: Stockwell Steppas (Emissions Audio Output)
- 1998: A Bag of Blue Sparks (Warp Records)
- 1998: Stay Down (Warp Records)
- 1999: A Virus with Shoes (Warp Records)
- 2000: Tiny Reminders (Warp Records)
- 2001: Further Reminders (Warp Records)
- 2001: Locked Swords (Warp Records)
- 2004: From the Double Gone Chapel (Warp Records)
- 2006: Emissions Audio Output - From The Archive Vol/01 (Rotters Golf Club)
- 2007: Wrong Meeting (Rotters Golf Club)
- 2007: Wrong Meeting II (Rotters Golf Club)

#### Singles und EPs
- 1995: Duke of Earlsfield / Bubble & Slide (Warp Records)
- 1995: Tow Truck (Warp Records)
- 1996: The Tenth Mission (Emissions Audio Output)
- 1996: Two Lone Swordsmen And A Being (Special Emissions)
- 1997: Stuka (Creation Records) – als Primal Scream, Meet the Two Lone Swordsmen
- 1999: Two Lone Swordsmen Receive Tactical Support (Warp Records)
- 2001: Further Reminders (7″) (Warp Records)
- 2004: Sex Beat (Warp Records)
- 2004: Big Silver Shining Motor Of Sin E.P. (Warp Records)

#### Kompilationen
- 2003: Peppered with Spastic Magic – A Collection of Two Lone Swordsmen Remixes (Rotters Golf Club)